# Bettina's Substitute; or, There's No Fool Like an Old Fool
Bettina's Substitute; or, There's No Fool Like an Old Fool è un cortometraggio muto del 1912. Il nome del regista non viene riportato nei credit del film.

## Produzione
Il film fu prodotto dalla Vitagraph Company of America.

## Distribuzione
Distribuito dalla General Film Company, il film - un cortometraggio di 170 metri - uscì nelle sale cinematografiche statunitensi il 1º novembre 1912 mentre nel Regno Unito fu distribuito il 1º febbraio 1913.
Nelle proiezioni, veniva programmato con il sistema dello split reel, accorpato in un'unica bobina con un altro cortometraggio prodotto dalla Vitagraph, la commedia Lessons in Courtship.